# Abaújvár
Abaújvár je vas na Madžarskem, ki upravno spada pod podregijo Abaúj–Hegyközi Županije Borsod-Abaúj-Zemplén.
Naselje je bilo prvič omenjeno leta 1046, pri čemer samo ime pomeni Aba-nov novi grad, zaradi česar sklepajo, da je bilo naselje na tem mestu prisotno že mnogo prej. Med starim vekom je bilo pomembna trgovska postojanka za trgovanje s Poljsko.